# Apanteles arcuatus
Apanteles arcuatus är en stekelart som beskrevs av Telenga 1955. Apanteles arcuatus ingår i släktet Apanteles och familjen bracksteklar. Inga underarter finns listade i Catalogue of Life.